# Мишин, Алексей Викторович
Алексей Викторович Мишин (1936—2009) — советский и российский поэт, корреспондент, почётный гражданин Смоленска.

## Биография
Алексей Мишин родился 18 октября 1936 года в деревне Зуевка Рославльского района Смоленской области в семье крестьянина. В октябре 1937 года по обвинению в членстве в кулацкой контрреволюционной группировке были арестованы и расстреляны его отец и дед (сам Мишин узнал об их судьбе лишь в 1980-е годы). В годы Великой Отечественной войны семья Мишина жила в бедности и страдала от голода. Вскоре после окончания войны мать Мишина была осуждена за кражу горсти колосков с колхозного поля.
Мишин окончил Епишевскую среднюю школу. Первое его стихотворение было опубликовано в 1953 году в газете «Рославльская правда». В 1956 году Мишин окончил Рославльский техникум железнодорожного транспорта, после чего работал механиком вагонного депо на Печерской железной дороге, затем в вагонном депо станции «Смоленск». В 1960-е годы он окончил историко-филологический факультет Смоленского государственного педагогического института, после чего стал работать корреспондентом Тумановской районной газеты, затем работал на Смоленском областном радио, инструктором, заведующим сектором культурно-массовой работы Смоленского областного комитета комсомола, начальником редакционно-издательского отдела Смоленского областного ЦНТИ. С 1968 года Мишин был заведующим, затем директором бюро пропаганды художественной литературы.
В 1970 году Мишин опубликовал в издательстве «Московский рабочий» первую книгу своих стихов «Наедине с Россией». Вторую под названием «Кольца» он опубликовал в 1972 году в издательстве «Молодая гвардия». Неоднократно сотрудничал с композиторами Смоленска и Москвы, был победителем ряда конкурсов на лучшую песню. Стихи Мишина публиковались в Москве, Польше, Болгарии и Белоруссии. В общей сложности он издал 29 поэтических сборников. В 1988 году он возглавил Смоленское областное книжное издательство ООО «Смядынь», а также стал председателем правления Смоленского областного отделения Российского детского фонда.
Решение 46-й сессии Смоленского горсовета от 31 августа 2007 года за «создание талантливых поэтических произведений, популярных патриотических песен, большой вклад в сохранение исторического и духовного наследия Смоленщины, многолетнее и плодотворное руководство Смоленским отделением Российского Детского Фонда, активную подвижническую и общественную деятельность» Алексей Мишин был удостоен высокого звания «Почётный гражданин города-героя Смоленска».
Выйдя на пенсию, Мишин продолжал заниматься общественной деятельностью. 29 августа 2009 года он скончался. Похоронен на Братском кладбище Смоленска.
Награждён медалями «За трудовую доблесть» и «В ознаменование 100-летия со дня рождения В. И. Ленина» (обе — 1970), орденом «Георгия Победоносца» 2-й степени (2006). Заслуженный работник культуры Российской Федерации (1997). Лауреат премии комсомола Смоленщины имени Ю. А. Гагарина (1979), Всероссийской литературной премии имени А. Т. Твардовского (1995), Премии Центрального Федерального Округа в области литературы и искусства (2005).